# Bükkszentkereszt
Bükkszentkereszt là một thị trấn thuộc hạt Borsod-Abaúj-Zemplén, Hungary. Thị trấn này có diện tích 26,97 km², dân số năm 2010 là 1185 người, mật độ 44 người/km².